# 2 młode wina

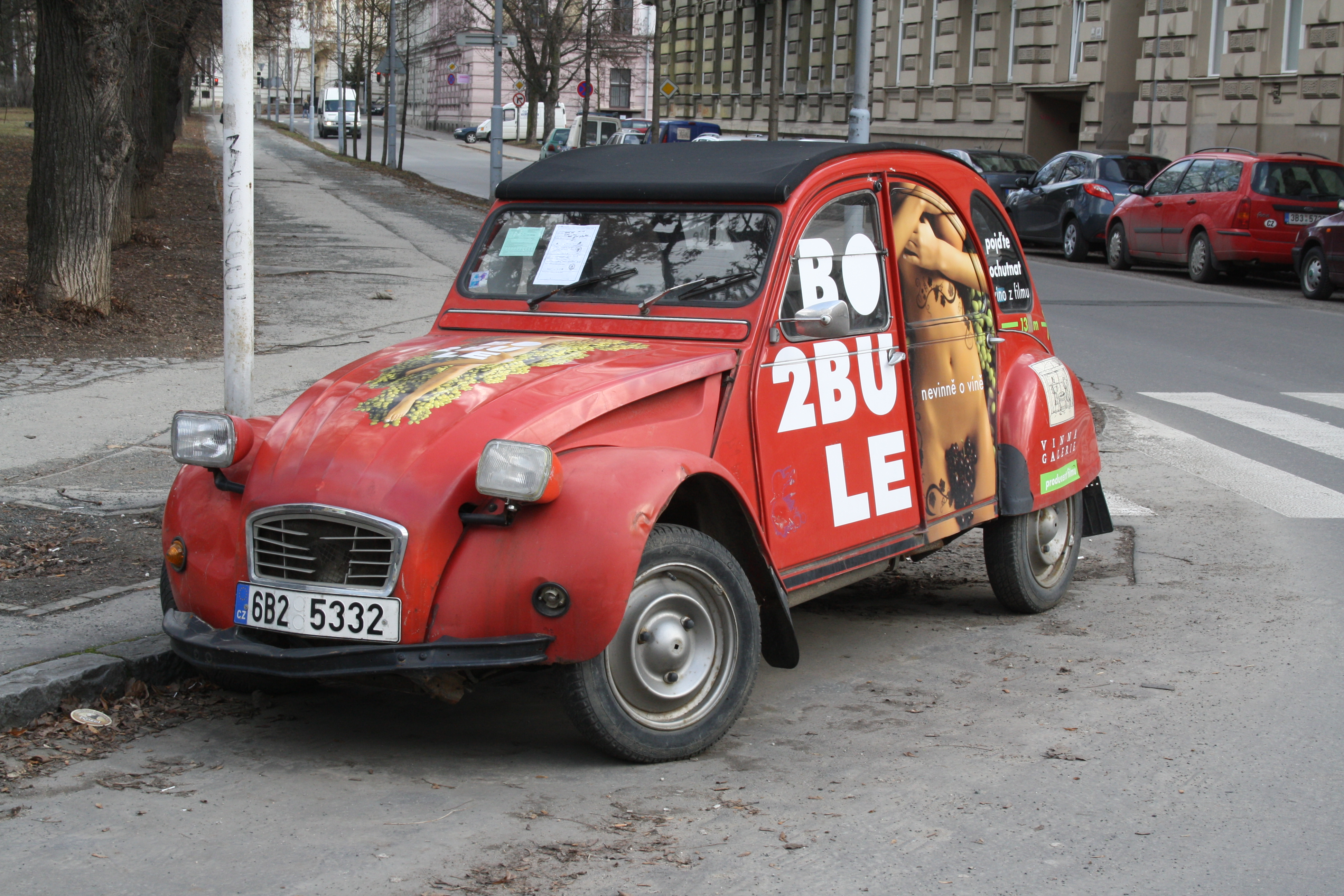
Samochód promujący film

2 młode wina (oryg. 2Bobule) – czeska komedia z 2009 roku w reżyserii Vlada Lanné, kontynuacja filmu z roku 2008 pt. Młode wino w reżyserii Tomáša Bařiny.

## Obsada
- Kryštof Hádek jako Honza
- Lukáš Langmajer jako Jirka
- Tereza Voříšková jako Klárka
- Jiří Korn jako Tichý
- Lubomír Lipský jako dziadek
- Václav Postránecký jako Michalica
- Marian Roden jako František Mátl
- Miroslav Táborský jako Kozderka
- Jiří Krampol